# Seznam angleških rokoborcev
Seznam angleških rokoborcev.

## A
- Joseph Acton
- Christopher Adams
- Dean Allmark
- Chris Andrews (rokoborec)

## B
- Andy Baker
- Mark Belton
- Roy Bevis
- Paul Birchall
- Robbie Brookside
- Darren Burridge

## C
- Shirley Crabtree

## D
- Trudi Denucci
- Ian Dean
- Alan Dennison
- Andrew Dickinson
- Domino (rokoborec)
- Dynamite Kid

## E
- Spud (rokoborec)
- Matt Newton-Walters

## F
- The Flatliner
- Jody Fleisch
- Lisa Fury

## H
- Alfred Hayes
- John Hindley

## J
- Ross Jordan

## K
- Katarina Waters
- Malcolm Kirk

## L
- Steven Lewington

## M
- Erin Marshall
- Darren Matthews
- Nigel McGuinness
- Mick McManus

## P
- Jackie Pallo
- Phil Powers

## R
- Jules Redman
- Billy Riley
- Pat Roach
- Billy Robinson
- Martin Ruane

## S
- Alex Shane
- Andrew Simmons
- Norman Smiley
- Davey Boy Smith
- Stevie Lynn
- Jonny Storm

## T
- David Taylor (rokoborec)
- The UK Kid
- Peter Thornley
- Tiny Sam
- Eric Tovey

## V
- Hade Vansen

## W
- Doug Williams (rokoborec)